# Oreolalax nanjiangensis
Oreolalax nanjiangensis é uma espécie de anfíbio da família Megophryidae.
É endémica da China.
Os seus habitats naturais são: florestas temperadas e rios.
Está ameaçada por perda de habitat.